# Olwen
Olwen, dans la mythologie celtique brittonique, est la fille du chef des géants, Yspaddaden. Elle est un des personnages principaux du conte arthurien Kulhwch et Olwen, son nom signifie « trace blanche ». Une malédiction veut que son père perde la vie quand viendra le moment de son mariage. Aussi, quand un prétendant se présente, Yspaddaden tente de s’en débarrasser. Kulhwch doit réussir des exploits réputés impossibles pour obtenir la main d’Olwen. Aidé du roi Arthur, il parvient à ses fins. Lorsqu’il revient avec ses compagnons à la cour du roi des géants, Caw de Prydein lui coupe la barbe, la peau, la chair et les oreilles. Les épreuves ayant été surmontées, Yspaddaden doit accorder la main de sa fille et se prépare à mourir. Goreu lui coupe la tête que l'on plante sur une lance. Kulhwch et Olwen passent leur première nuit ensemble.

## Les épreuves de Kulhwch
Après avoir promis au chef des géants qu’il ne lui fera aucun mal, Kulhwch doit :
- Essarter, labourer, fertiliser, ensemencer un terrain et que le blé puisse être moissonné le lendemain.
- Convaincre Amaethon de venir labourer le terrain, car il est le seul à pouvoir le faire.
- Convaincre Gofannon de venir nettoyer le fer.
- Obtenir de Gwlwlyd Gwineu qu’il lui prête ses deux bœufs pour labourer le sol.
- Faire pousser du lin dans champ stérile pour confectionner le voile du mariage.
- Trouver un miel rare pour faire l’hydromel du repas nuptial.
- Ramener la cuve de Llwyr Dyddwg pour faire l’hydromel.
- Ramener le plat de Gwydneu Garanhir pour que le monde entier puisse s’y rassasier.
- Ramener la corne Gwlgawt Gododdin pour servir la boisson.
- Demander à Teirtu sa harpe magique, celle qui joue de la musique toute seule.
- Attraper les oiseaux de Rhiannon.
- Aller chercher le chaudron de Diwrnach l’Irlandais, pour cuire les aliments du repas de noce.
- Arracher la défense du sanglier[2] Yskithrwyn Pen Beidd ('Ysgithrwyn chef des sangliers') vivant, pour qu’Yspaddaden puisse se raser la barbe ; la défense doit être gardée par Caw de Prydein qui, en principe, ne quitte jamais son royaume.
- Ramener du sang de la sorcière Gorwen pour assouplir les poils de la barbe ; le sang doit être impérativement conservé dans des bols magiques, appartenant à Gwiddolwyn Gorwen.
- Ramener les bols de Rhiannon, qui conservent le lait frais.
- Ramener les ciseaux et le peigne qui se trouvent entre les oreilles du sanglier Twrch Trwyth, pour coiffer les cheveux d’Yspaddaden. Pour chasser ce sanglier fantastique, il faut le chien Drudwyn, la laisse de Cors, le collier de Canhastyr, la chaîne de Kilydd Canhastyr. Le chien ne peut être mené que par Mabon, dont on ne sait jamais où il se trouve.
- Réunir d’éminents chasseurs dont le roi Arthur.